# Ткачук, Всеволод Арсеньевич
Все́волод Арсе́ньевич Ткачу́к (род. 19 декабря 1946, Бийск, Алтайский край) — советский и российский биохимик. Академик РАМН (с 2000) и РАН (с 2006), декан факультета фундаментальной медицины МГУ (с 2000), директор института регенеративной медицины МГУ и действующий (с 2015) президент национального общества регенеративной медицины.
Область научной работы: рецепция и внутриклеточная сигнализация, генная и клеточная терапии, биология стволовых клеток и регенеративная медицина.
Имеет более 5000 цитирований своих работ, опубликованных в российских и международных рецензируемых научных журналах; Индекс Хирша — 41.

## Биография
Всеволод Ткачук родился 19 декабря 1946 года в Бийске (Алтайский край) в семье Арсения Мокеевича Ткачука, считавшегося лучшим преподавателем русского языка и литературы в Винницкой области. В школьные годы привитая отцом любовь к чтению зародила в юноше интерес к биологии, и, окончив в 1965 году среднюю школу с золотой медалью, Всеволод Ткачук поступил на биолого-почвенный факультет Московского университета имени М. В. Ломоносова.
В 1970 году с отличием окончил Биолого-почвенный факультет МГУ, выпускник кафедры биохимии животных.
С 1973 по 1982 год работал на кафедре биохимии животных Биологического факультета МГУ, где в 1974 году защитил кандидатскую диссертацию на тему «Na+, K+-активируемая, Mg2+-зависимая -аденозинтрифосфатаза сарколеммы» под руководством академика С. Е. Северина.
В 1982 году по приглашению Е. И. Чазова организовал лабораторию молекулярной эндокринологии во вновь организованном Всесоюзном кардиологическом научном центре АМН СССР. Этой лабораторией В. А. Ткачук успешно руководит и в настоящее время.
В 1986 году защитил докторскую диссертацию по теме «Биохимические механизмы регуляции аденилатциклазной системы сердца», в 1988 году избран профессором.
В 1992 году организовал на Факультете фундаментальной медицины МГУ кафедру биологической и медицинской химии, которую возглавляет и по сей день, являясь также руководителем научно-исследовательной лаборатории генных и клеточных технологий.
В 1994 году избран членом-корреспондентом РАМН, в 1997 году — членом-корреспондентом РАН. Академик РАМН c 2000 года, академик РАН — с 2006.
В 2000 году избран деканом Факультета фундаментальной медицины МГУ, возглавляя его и по сей день.
В 2015 году был избран Президентом Национального общества регенеративной медицины, сменив на этом посту Президента-основателя — академика РАН Г. Т. Сухих. В составе Научного совета Минздрава В. А. Ткачук возглавляет платформу «Регенеративная медицина».
C 2016 года возглавляет в качестве директора созданный Институт регенеративной медицины МГУ.

## Научные достижения

### Исследования механизмов гормональной регуляции и внутриклеточного сигналинга

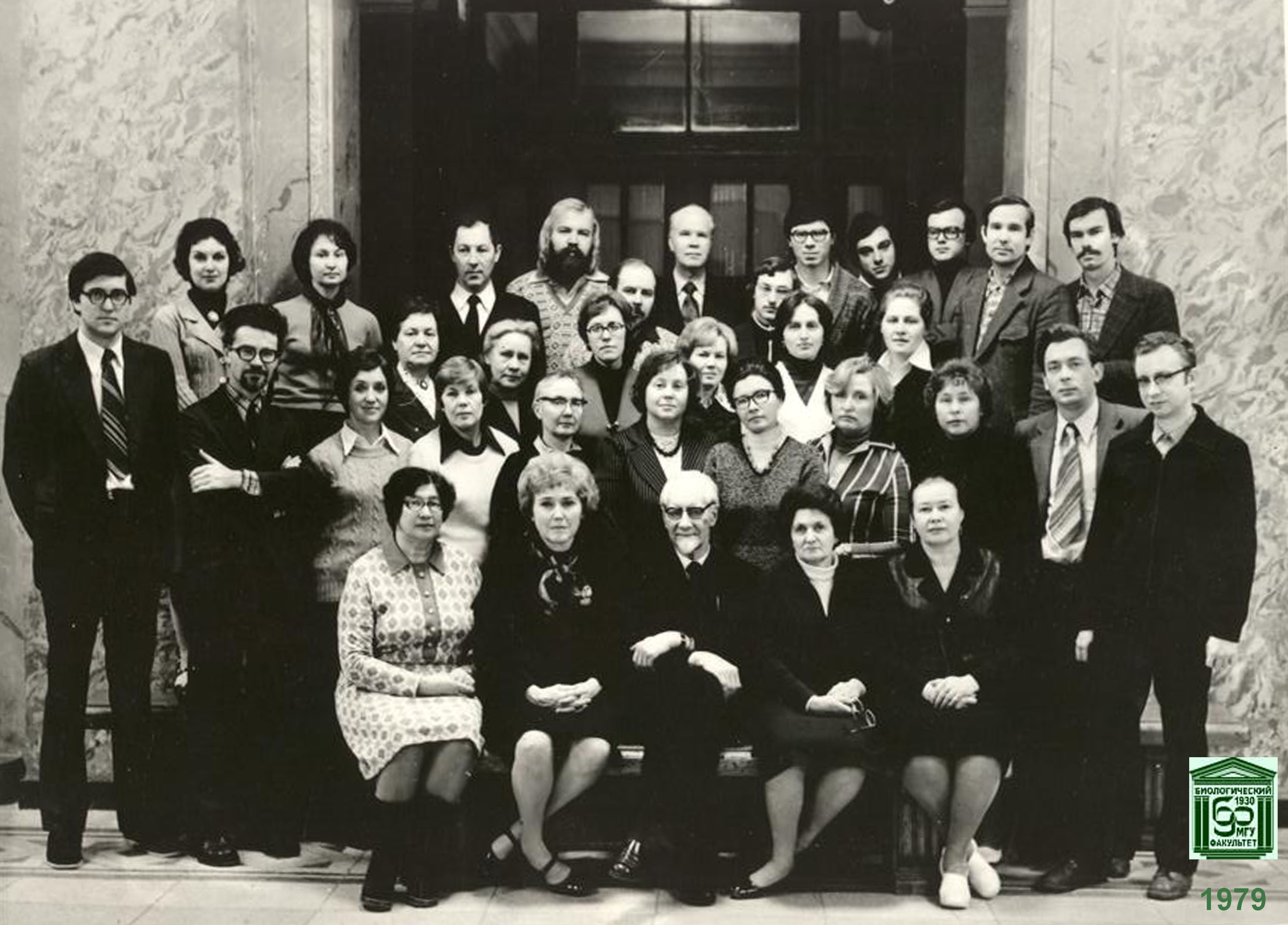
Кафедра биохимии животных Биологического факультета МГУ им М. В. Ломоносова.
В центре — её основатель академик С. Е. Северин, в среднем ряду первый справа — нынешний заведующий кафедрой Биохимии проф. Н. Б. Гусев.
В. А. Ткачук — второй справа в среднем ряду.

В начале 70-х годов, работая на кафедре биохимии животных Биологического факультета МГУ В. А. Ткачук опубликовал первые работы, посвящённые механизмам функционирования мембранных рецепторов гормонов (глюкагона, адреналина и гистамина), регуляции синтеза и гидролиза цАМФ при участии аденилатциклазы и Ca2+-зависимой фосфодиэстеразы. Эти работы велись под руководством основателя кафедры — академика С. Е. Северина и стали пионерскими в этой области науки не только в СССР, но и во всём мире. В. А. Ткачуку и соавторам принадлежит также научный приоритет в установлении механизмов ингибирования и активации аденилатциклазы адениловыми нуклеотидами и нуклеозидами.
В 80-х годах, возглавляя лабораторию молекулярной эндокринологии Всесоюзного кардиологического научного центра, В. А. Ткачук c коллегами исследовал роль различных G-белков и их субъединиц в регуляции активности аденилатциклазы и Ca2+-зависимых каналов в миокарде, сосудистых, эндотелиальных, гладкомышечных клетках и тромбоцитах. В ходе этих работ был установлен молекулярный механизм влияния G-белков на развитие как гиперчувствительности, так и толерантности клеток к действию катехоламинов и лекарственных препаратов. Было показано, что нарушения чувствительности клеток к гормонам развиваются при гипертонии, ишемии или инфаркте миокарда.
В этот же период под руководством В. А. Ткачука был впервые установлен механизм влияния гипоксии на чувствительности клеток к гормонам. Было показано, что при гипоксии в эндотелиальных клетках происходит активация фосфоинозитидного обмена, в результате чего активированная протеинкиназа С запускает эндоцитоз β-адренергических рецепторов, что приводит к развитию нечувствительности клеток к катехоламинам. При глубокой гипоксии и аноксии с поверхности эндотелиальных клеток исчезают АТФ- и АДФ-гидролизующие ферменты, что приводит к усилению агрегации тромбоцитов и секреции гормонов эндотелием.
В 90-х годах коллектив, руководимый В. А. Ткачуком, опубликовал работы об участии рецепторов растяжения в специфической регуляции экспрессии генов в сосудистых клетках. На уровне одиночной гладкомышечной клетки было показано, что при её ритмическом растяжении в ней растёт экспрессия ряда генов (кальдесмона, кальпомина, α-актина, гладкомышечного миозина), а также увеличивается способность к пролиферации.

### Открытие и изучение функций Т-кадгерина

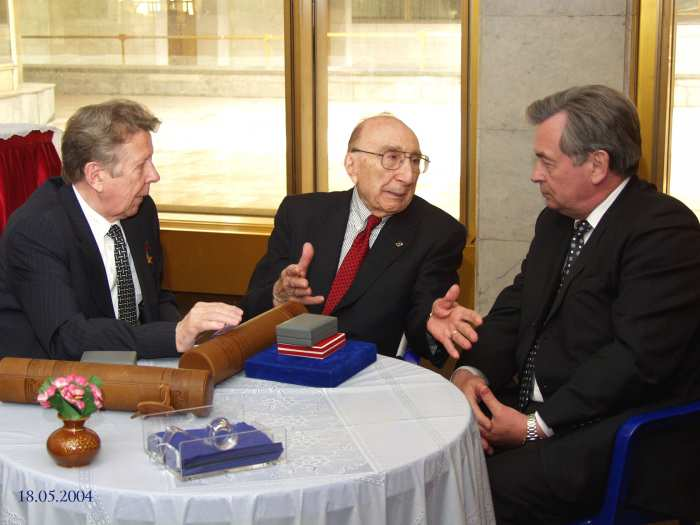
В. А. Ткачук (справа) с директором Российского кардиологического научно-производственного комплекса академиком Е. И. Чазовым (слева) и проф. Майклом Дебейки (в центре)

В начале 90-х годов при изучении клеток крови В. А. Ткачук с соавторами обнаружили, что в тромбоцитах под воздействием липопротеидов происходит мобилизация ионов кальция, приводящая к их агрегации, причём данный эффект усиливался под воздействием адреналина. Примерно в это же время была обнаружена мобилизация Ca2+ в сосудистых гладкомышечных клетках (ГМК) под влиянием ангиотензина и эндотелина. Используя более удобную для эксперимента культуру ГМК исследователям удалось показать, что липопротеиды низкой плотности способны стимулировать выход Ca2+ из эндоплазматического ретикулума, причём реализуется этот эффект без участия классического апоВ/Е-рецептора (за открытие рецептора апоВ/Е Гольдштейну и Брауну в 1985 г. была присуждена Нобелевская премия). Для идентификации этого нового липопротеид-связывающего рецептора были проведены его выделение и очистка, после чего он был идентифицирован как Т-кадгерин — белок, входящий в группу кадгеринов, ответственных за гомофильное межклеточное взаимодействие. В ряде дальнейших работ В. А. Ткачуком и его коллегами было выявлено, что в отличие от других, классических кадгеринов (N-, E-, VE-кадгерина), Т-кадгерин не опосредует межклеточную адгезию, а наоборот, вызывает отталкивание клеток, участвует в миграции клетки и перестройке цитоскелета.

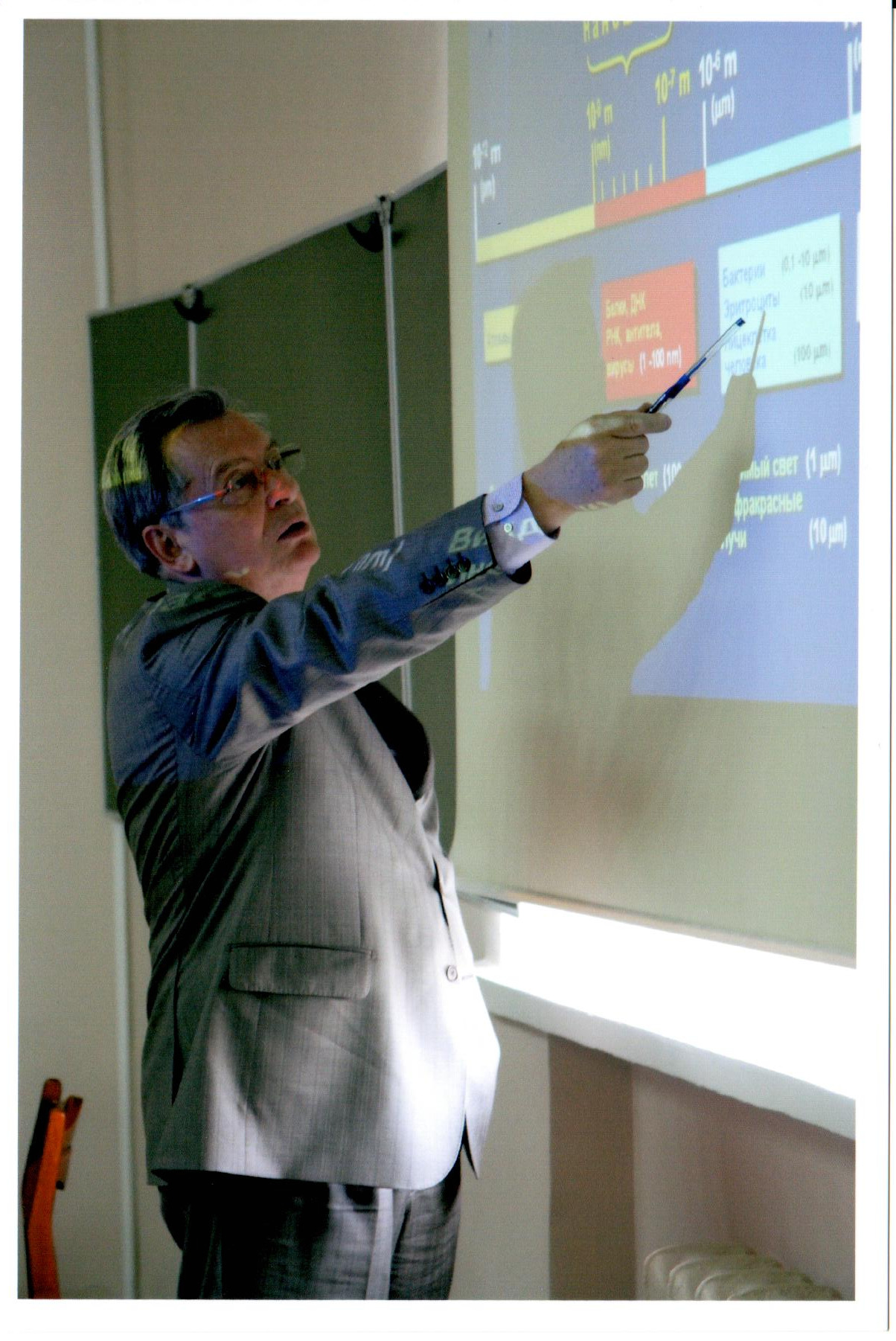
В. А. Ткачук во время лекции, посвящённой вопросам молекулярной наномедицины.

В ходе дальнейших исследований было показано, что Т-кадгерин является навигационным рецептором, который помогает мигрирующим клеткам и растущим кровеносным сосудам избегать определённых тканей, а связывание липопротеидов с Т-кадгерином может нарушать ангиогенез и влиять на ремоделирование сердца и сосудов. Позже было установлено, что Т-кадгерин, экспрессируемый в эндотелиальных клетках, способен регулировать проницаемость эндотелия, а также участвует в опухолевом ангиогенезе и росте и метастазировании меланомы.

### Исследование биологических функций активатора плазминогена урокиназного типа (uPA)
С начала 90-х годов В. А. Ткачук совместно с коллегами (Е. В. Парфёнова, Р. Ш. Бибилашвили, С. П. Домогацкий, A. Bobik и др.) изучал молекулярные механизмы роста кровеносных сосудов. В частности, большое внимание уделялось роли активатора плазминогена урокиназного типа (урокиназы, uPA) в ангиогенезе и ремоделировании сосудов.
Было обнаружено, что в повреждённых клетках сосуда происходит увеличение экспрессии uPA и её рецептора (uPAR), сопровождающееся ростом таксиса гладкомышечных клеток и фибробластов и сужением просвета сосуда, причём подавление uPA нейтрализующими антителами уменьшало интенсивность процесса. Оказалось, что усиленная экспрессия uPA вызывает пролиферацию клеток сосудов и стимулирует синтез белков оксидативного стресса и воспаления.
Также В. А. Ткачук и его коллеги впервые показали способность урокиназы транспортироваться в ядро и взаимодействовать с транскрипционными факторами, регулирующими пролиферацию фибробластов и их трансформацию в миофибробласты. В работах последних лет было показано, что урокиназная система в сосудах необходима для выбора траектории роста и ветвления капилляров, то есть выполняет навигационную функцию.
Интересные результаты были получены В. А. Ткачуком в отношении роли uPA и uPAR в направленной миграции клеток. Было установлено, что uPA связывается с uPAR и данный комплекс концентрируется на лидирующем крае клетки, то есть на поверхности, наиболее близко расположенной к хемоаттрактанту. Дальнейшее изучение значения uPA в процессах миграции показало, что её концентрирование на лидирующем крае клетки позволяет локально разрушать матриксные белки и облегчает миграцию. Причём, этот процесс осуществляется как путём активации плазминогена и запуска фибринолиза, так и путём стимулирующего влияния uPA на экспрессию и активность MMP-2 и MMP-9. Командой В. А. Ткачука было показано, что высокая экспрессия uPAR в эмбриональном периоде стимулирует направленную миграцию нейронов в кору головного мозга.
Данные результаты легли в основу разработки препарата для терапевтического ангиогенеза с помощью доставки гена uPA в ткани, страдающие от ишемии, и создания препарата «Юпикор» для лечения хронической ишемии нижних конечностей.

### Изучение механизма участия мезенхимных стволовых клеток в регенерации тканей
Под руководством В. А. Ткачука активно изучаются механизмы физиологического обновления, регенерации и репарации тканей и органов и роль мезенхимных стволовых клеток (МСК) различных тканей в этом процессе. Была обнаружена способность МСК индуцировать рост кровеносных сосудов и нервов во время восстановления повреждённых тканей, при этом было также показано, что стимулирующее влияние этих клеток обусловлено секрецией ими не только растворимых белков (факторами роста, цито-и хемокинами), но и внеклеточных везикул. При установлении механизмов участия МСК регенерации и репарации ткани активно изучалось влияние гипоксии и воспаления, возникающих при многих заболеваниях, на биологическую активность данного типа клеток. Так, было обнаружено, что под влиянием гипоксии в МСК активируется продукция ангиогенных факторов а в условиях воспаления клетки вырабатывают иммуномодулирующие цитокины, в том числе и иммуносупрессивные. Результаты этих исследований являются перспективными с точки зрения создания новых подходов в лечении инфекционных и системных заболеваний, а также при трансплантации органов и тканей.
На основе результатов фундаментальных исследований под руководством В. А. Ткачука разработана линейка препаратов для генной терапии, предназначенных для стимуляции роста кровеносных сосудов и для стимуляции восстановления периферических нервов после травм.
В. А. Ткачук — автор и соавтор 330 статей в рецензируемых научных журналах, 32 патентов и более 20 монографий. Среди учеников В. А. Ткачука 8 докторов и 36 кандидатов наук, многие из которых являются ведущими специалистами в своей области науки в России и за рубежом.

## Преподавательская деятельность

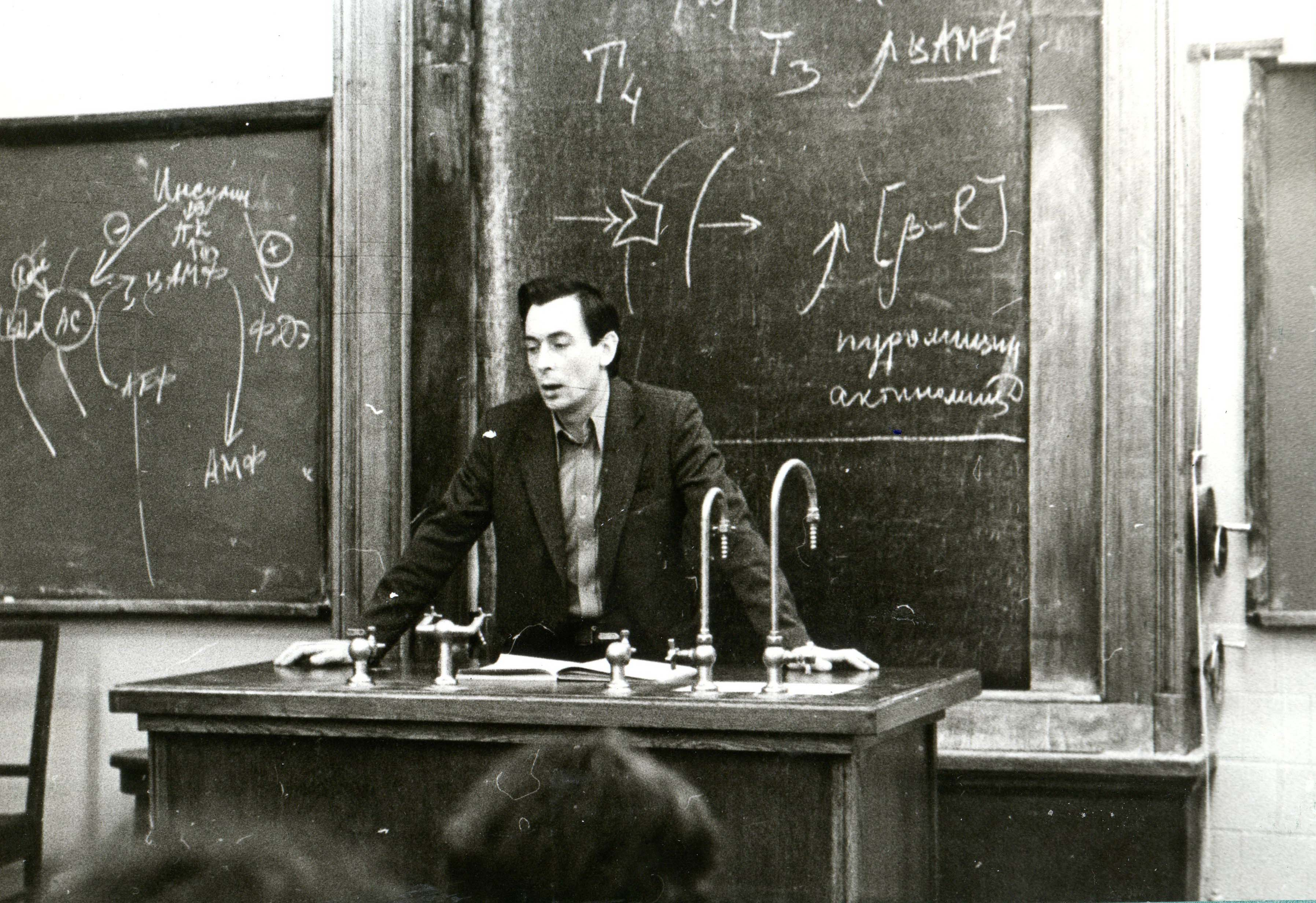
В. А. Ткачук читает лекцию курса «Молекулярной эндокринологии» для студентов Биологического факультета МГУ имени М. В. Ломоносова

Во время работы на кафедре биохимии животных ещё в 70-х годах В. А. Ткачуком был создан курс «Молекулярная эндокринология», по сей день читаемый студентам Биологического факультета МГУ.
В. А. Ткачук имеет более 40 лет опыта преподавательской деятельности и является основателем кафедры биохимии и молекулярной медицины ФФМ МГУ имени М. В. Ломоносова (1992 г.). Под его руководством на ней ведутся занятия для студентов ФФМ по дисциплинам «биохимия» и «молекулярная биология». Преподавательскую работу ведут сотрудники кафедры и ведущие специалисты Биологического факультета — проф. Н. Б. Гусев и др
Под редакцией В. А. Ткачука выпущено 5 специализированных учебных пособий для подготовки студентов биологических и медицинских направлений высшего образования.

## Награды и признание
- Орден «За заслуги перед Отечеством» IV степени (11 августа 2021 года) — за заслуги в научно-педагогической деятельности, подготовке квалифицированных специалистов и многолетнюю добросовестную работу[41]
- Орден Почёта (21 февраля 2005 года) — за достигнутые трудовые успехи и многолетнюю плодотворную деятельность[42]
- Орден Дружбы (31 августа 2012 года) — за заслуги в области образования и многолетнюю плодотворную работу[43]
- Почётная грамота Президента Российской Федерации (8 ноября 2023 года) — за заслуги в научно-педагогической деятельности, подготовке квалифицированных специалистов и многолетнюю добросовестную работу[44]
- Дважды лауреат премии Правительства РФ в области образования (в 2005 году — за учебник «Физиология человека»[45] и в 2012 году — за работу «Система анализа и оценки научного содержания учебников для средней школы»[46])
- Лауреат премии имени М. В. Ломоносова I степени (2006) за цикл работ «Молекулярные механизмы роста и ремоделирования сосудов»[47]
- Золотая медаль имени И. П. Павлова (2021) — за цикл работ «Физиология регенеративных процессов»

## Членство в редакциях научных журналов
- Журнал эволюционной биохимии и физиологии[48] (зам. главного редактора)
- Российский физиологический журнал им. И. М. Сеченова[49] (член редколлегии)
- Биологические мембраны[50] (член редколлегии)
- Вестник Союза физиологических обществ стран СНГ[51] (член редколлегии)
- Acta Naturae[52] (член редакционного совета)
- Клеточные технологии в биологии и медицине[53] (член редакционного совета)
- Технологии живых систем[54] (член редакционного совета)

## Основные работы
- Введение в молекулярную эндокринологию. М.: Издательство Московского университета, 1983—256 с..
- Brody J. S., Center D. M., Tkachuk V. A. Signal Transduction in Lung Cells. Marcel Dekker Inc New York, Basel, Hong, 1993, ISBN 0824788133 / 9780824788131 / 0-8247-8813-3
- Авдонин П. В., Ткачук В. А. Рецепторы и внутриклеточный кальций. М.: Академиздатцентр «Наука», 1994. — 288 с.
- Ткачук В. А. и др. Клиническая биохимия. М.: Геотар-медицина, 2004. — 512 с., ISBN 5-9231-0420-2 (3-е изд. 2008).
- Стволовые клетки и регенеративная медицина. — М.: Издательство Московского университета, 2014. — 220 с.